# Bangladesh International 2024
Die Bangladesh International 2024 im Badminton fanden vom 17. bis zum 21. Dezember 2024 in Dhaka statt.

## Sieger und Platzierte
| Disziplin    | Gold                                  | Silber                                     | Bronze                                |
| ------------ | ------------------------------------- | ------------------------------------------ | ------------------------------------- |
| Herreneinzel | Viren Nettasinghe                     | Sheng Xiaodong                             | Lê Đức Phát                           |
| Herreneinzel | Viren Nettasinghe                     | Sheng Xiaodong                             | Nguyễn Hải Đăng                       |
| Dameneinzel  | Polina Buhrova                        | Lalinrat Chaiwan                           | Ishika Jaiswal                        |
| Dameneinzel  | Polina Buhrova                        | Lalinrat Chaiwan                           | Ishita Negi                           |
| Herrendoppel | Lau Yi Sheng Lee Yi Bo                | Muhammad Baqir Al Hanif Ali Faathir Rayhan | Jumar Al-Amin Moajjam Hossain Ohidul  |
| Herrendoppel | Lau Yi Sheng Lee Yi Bo                | Muhammad Baqir Al Hanif Ali Faathir Rayhan | Md. Rahatun Nayem Md. Mizanoor Rahman |
| Damendoppel  | Kodchaporn Chaichana Pannawee Polyiam | Polina Buhrova Yevheniia Kantemyr          | Isuri Attanayake Sithumi De Silva     |
| Damendoppel  | Kodchaporn Chaichana Pannawee Polyiam | Polina Buhrova Yevheniia Kantemyr          | Pranpriya Pannarai Sirapat Tepnarong  |
| Mixed        | Terry Hee Jin Yujia                   | Bokka Navaneeth Ritika Thaker              | Mohit Jaglan Lakshita Jaglan          |
| Mixed        | Terry Hee Jin Yujia                   | Bokka Navaneeth Ritika Thaker              | Rahul Azaad Talluri Jahnavi J. Shetty |